# مسلسل الجيل التالي
مُسلسِل الجيل التالي (بالإنجليزية: Next-Generation Sequencing (NGS))‏
عبارة عن تقنية تكشف عن تسلسل الحموض النووية على نطاق واسع بطريقة حديثة توفر إنتاجية فائقة وسرعة عالية. تُستخدم هذه التقنية لتحديد ترتيب النيوكليوتيدات في الجينوم بأكمله أو في مناطق مستهدفة من الحمض النووي أو الحمض النووي الريبي. أحدثت مُسلسِلات الجيل التالي ثورة في العلوم البيولوجية، مما سمح للمختبرات بأداء مجموعة متنوعة من التطبيقات ودراسة الأنظمة البيولوجية بمستوى لم يكن ممكنًا من قبل.